# Somerset Butler, 1.º Conde de Carrick
Somerset Hamilton Butler, 1.º Conde de Carrick, PC (6 de setembro de 1718 - 15 de abril de 1774), conhecido como Visconde Ikerrin de 1721 a 1744, era filho de Thomas Butler, 6.º Visconde Ikerrin e Margaret Hamilton, filha e co-herdeira de James Hamilton de Bangor, Condado de Down e Sophie Mordaunt. Ele sucedeu seu irmão James Butler como o 8.º Visconde Ikerrin em 20 de outubro de 1721. Posteriormente, ele foi investido como Conselheiro Privado da Irlanda em 14 de abril de 1746. Ele foi premiado com um LL. D. grau honorário pela Universidade de Dublin em 23 de fevereiro de 1747. Ele foi criado Conde de Carrick (segunda criação) em 10 de junho de 1748.  O nome "Carrick" refere-se à cidade de Carrick-on-Suir, no Condado de Tipperary. Era também o título de seu ancestral remoto, Edmund Butler, Conde de Carrick (da primeira criação).

## Casamento e filhos
Em 18 de maio de 1745, ele se casou com Lady Juliana Boyle, filha de Henry Boyle, 1.º Conde de Shannon e Lady Henrietta Boyle. Eles tiveram cinco filhos.
1. Henry Butler, 2.º Conde de Carrick (19 de maio de 1746 – 20 de julho de 1813), casou-se com Sarah Taylor.
2. Exmo. James Butler (5 de agosto de 1747 - dezembro de 1747) [2]
3. Lady Margaret Butler (23 de janeiro de 1748 – abril de 1775), casou-se com Armar Lowry-Corry, 1.º Conde Belmore.
4. Lady Henrietta Butler (15 de agosto de 1750 – 20 de junho de 1785), casou-se com Edmund Butler, 11.º Visconde Mountgarret.
5. O hon. Pierce Butler-Cooper (15 de agosto de 1750 – 5 de maio de 1826), casou-se com Catherine Roth, filha de Richard Roth, Esq.